# Grand Royal
Grand Royal fu il nome di un'etichetta discografica fondata dal gruppo hip hop americano dei Beastie Boys, in collaborazione con la Capitol Records, nel 1992: la sede legale dell'etichetta era Los Angeles, in California.
Dopo quasi dieci anni di vita, nel 2001, a causa di un forte indebitamento, il presidente, Michael Diamond, conosciuto per l'ormai venticinquennale esperienza musicale con i Beasties, è stato costretto a dichiarare fallita la società, tagliandola dal mercato musicale mondiale.
Grand Royal era anche il nome di una rivista musicale scritta e pubblicata dalla band statunitense; il giornale, di tiratura mensile, non parlava solo dei Beastie Boys, ma anche e soprattutto di tutti quei gruppi i cui album uscivano sotto l'etichetta, tra cui Luscious Jackson, un gruppo di sole donne (tra cui Kate Schellenbach, ex batterista della band), Sean Lennon, figlio del celebre John, e Dj Hurricane, ex dj dei Beastie Boys.